# Charles Peshall Plunkett

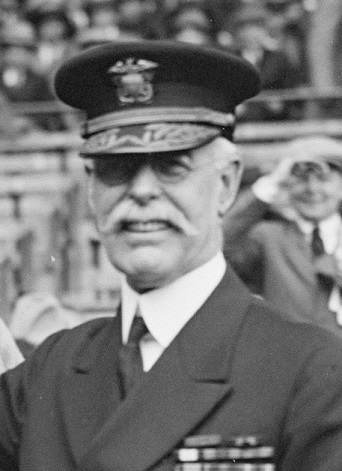
Charles P. Plunkett

Charles Peshall Plunkett (* 15. Februar 1864 in Washington, D.C., USA; † 24. März 1931 in Washington, D.C.) war ein US-amerikanischer Konteradmiral.
Charles Peshall Plunkett war ein Offizier der US Navy während des Spanisch-Amerikanischen Kriegs und des Ersten Weltkriegs. Er ging 1928 in Rente.

## Leben
Charles Peshall Plunkett war das einzige Kind von William Henry Plunkett (* 26. März 1826 in Irland; † 10. Januar 1912) und Letitia G. Burke (* 1843 in Südafrika).
Ab 1879 bis 1884 war er Mitglied der US-Marineakademie in Annapolis, Maryland.
Während des Spanisch-Amerikanischen Kriegs war er Teil des Geschwaders von Admiral George Dewey bei der Schlacht in der Bucht von Manila.
Nach dem Spanisch-Amerikanischen Krieg kommandierte er sowohl das Schlachtschiff USS North Dakota (BB-29) als auch den Panzerkreuzer USS South Dakota (ACR-9). Anschließend war er Direktor für Zielübungen und Auswahlverfahren im US-Marineministerium, bis die USA in den Ersten Weltkrieg eintraten.
Im Juli 1918 übernahm er das Kommando über 5 in Frankreich stationierte 14-Zoll-Eisenbahngeschütze der US Navy, die vom 6. September 1918 bis zum Tag des Waffenstillstands feuerten.
Nach dem Ende des Ersten Weltkriegs kommandierte er Zerstörer der US-Atlantik-Flotte, war Stabschef des Naval War College, Präsident des Board of Inspection and Survey sowie Kommandant der New York Navy Yard und des Dritten Naval Districts.
Plunkett war verheiratet mit Julia Tuck Plunkett († 17. Juli 1918) sowie Eleanora E. Plunkett († 31. Dezember 1942) und hatte einen Sohn aus erster Ehe, Charles Tuck Plunkett (* 26. August 1889; † 17. Mai 1970).

## Ehrungen
- Für seine Verdienste erhielt er die Navy Distinguished Service Medal.
- Das Schiff USS Plunkett (1940) ist nach ihm benannt.